# Корморанш-сюр-Сон
Кормора́нш-сюр-Сон (фр. Cormoranche-sur-Saône) — коммуна во Франции, находится в регионе Рона — Альпы. Департамент — Эн. Входит в состав кантона Пон-де-Вель. Округ коммуны — Бурк-ан-Брес.
Код INSEE коммуны — 01123.

## География
Коммуна расположена приблизительно в 350 км к юго-востоку от Парижа, в 55 км севернее Лиона, в 31 км к западу от Бурк-ан-Бреса.
По территории коммуны протекает река Сона, есть много озёр.

## Климат
Климат полуконтинентальный с холодной зимой и тёплым летом. Дожди бывают нечасто, в основном летом.

## Население
Население коммуны на 2010 год составляло 1058 человек.
| 1962 | 1968 | 1975 | 1982 | 1990 | 1999 | 2010 |
| ---- | ---- | ---- | ---- | ---- | ---- | ---- |
| 670  | 668  | 752  | 831  | 780  | 903  | 1058 |

## Администрация
| Период | Период | Фамилия             | Партия                  | Примечания |
| ------ | ------ | ------------------- | ----------------------- | ---------- |
| 1995   | 2001   | Жан-Поль де Сен-Жан |                         |            |
| 2001   | 2008   | Жорж Галле          | Социалистическая партия |            |
| 2008   | 2020   | Ив-Огюстен Шаплон   |                         |            |

## Экономика
В 2010 году среди 675 человек трудоспособного возраста (15—64 лет) 500 были экономически активными, 175 — неактивными (показатель активности — 74,1 %, в 1999 году было 72,4 %). Из 500 активных жителей работали 461 человек (247 мужчин и 214 женщин), безработных было 39 (19 мужчин и 20 женщин). Среди 175 неактивных 64 человека были учениками или студентами, 69 — пенсионерами, 42 были неактивными по другим причинам.